# جون كير (أستاذ جامعي)
جون كير (بالإنجليزية: John Kerr)‏ هو عالم أمراض أسترالي، ولد في 24 يناير 1934 في سيدني في أستراليا.